# Кім Чжун Мін
Кім Чжун Мін (кор. 김정민, нар. 11 листопада 1999, Інчхон) — південнокорейський футболіст, півзахисник клубу «Ліферінг».

## Клубна кар'єра
Народився 11 листопада 1999 року в місті Інчхон. Вихованець футбольної школи клубу «Кванджу».
У січні 2018 року Кім переїхав до Австрії, підписавши п'ятирічний контракт із клубом «Ред Булл» (Зальцбург), втім був заявлений за фарм-клуб зальцбурців «Ліферінг», з яким став виступати у другому дивізіоні країни.

## Виступи за збірні
У складі юнацької збірної Південної Кореї до 17 років  взяв участь у юнацькому чемпіонаті світу 2015 року в Чилі, де зіграв у трьох матчах.
У 2019 році у складі молодіжної збірної Південної Кореї до 20 років поїхав на молодіжний чемпіонат світу 2019 року у Польщі.
2018 року зі збірною Південної Кореї до 23 років став переможцем футбольного турніру Азійських ігор 2018 року в Індонезії. На турнірі зіграв у 6 офіційних матчах.
17 листопада 2018 року дебютував в офіційних матчах у складі національної збірної Південної Кореї в товариській грі проти Австралії (1:1).

## Титули і досягнення
- Переможець Азійських ігор: 2018